# 河東郡 (日本)
河東郡（日语：／ Katō gun */?）為日本北海道十勝綜合振興局的郡，位於十勝綜合振興局北部。

## 轄區
轄區包含4町：
- 音更町
- 士幌町
- 上士幌町
- 鹿追町

## 沿革

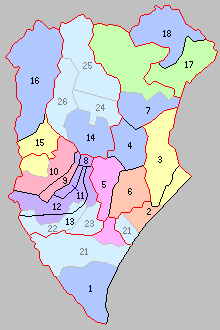
北海道一・二級町村制施行時河东郡下辖町村（14.音更村 水色：分立現存町村 24.川上村 25.上士幌村 26.鹿追村）

- 1869年8月15日：北海道設置11國86郡，十勝國河東郡成立。
- 1897年11月：北海道實施支廳制，十勝國河東郡隸屬河西支廳之管轄，此時河東郡下轄美蔓村、西士狩村、然別村、音更村、東士狩村。[1]（5村）
- 1906年4月1日：（1村）
  - 美蔓村、西士狩村、河西郡芽室村、美生村、羽帶村合併為河西郡芽室村。
  - 然別村、音更村、東士狩村合併為音更村，並成為北海道二級村。[2]
- 1921年4月1日：（3村）
  - 音更村成為北海道一級村。
  - 川上村和鹿追村從音更村分割獨立設置。[3]
- 1925年4月1日：中川郡川合村（現池田町）的部份區域被併入川上村。
- 1926年6月1日：川上村改名為士幌村。
- 1931年4月1日：上士幌村從士幌村分割獨立設置。（4村）
- 1933年6月：中川郡池田町的部份區域被併入士幌村。
- 1943年6月1日：北海道一級二級町村制廢止，鹿追村、川上村、上士幌村改為內務省指定村。
- 1946年10月5日：指定町村制廢止。
- 1953年7月1日：音更村改制為音更町。（1町3村）
- 1954年4月1日：上士幌村改制為上士幌町。（2町2村）
- 1959年9月1日：鹿追村改制為鹿追町。（3町1村）
- 1962年11月1日：士幌村改制為士幌町。（4町）